# ستيفن هيلر
ستيفن هيلر (بالفرنسية: Stephen Heller )‏ (و. 1813 – 1888 م) هو عازف بيانو، وملحن من المجر، وفرنسا، ولد في بودابست، يستخدم آلات بيانو، توفي في باريس، عن عمر يناهز 75 عاماً.

## روابط خارجية
- ستيفن هيلر على موقع ميوزك برينز (الإنجليزية)
- ستيفن هيلر على موقع ديسكوغز (الإنجليزية)